# AS-34
AS-34は1989年に就役したプリズ級深海救難艇若しくは救難小型潜水艦である。

## 運用記録
AS-34は救難艇Rudnetskyに搭載されて潜水艦クルスクの救難に従事した。クルスクの脱出口と結合しようとしたが気密性が不十分で出来なかった。この事故の詳細についてはオスカー型原子力潜水艦記事を参照のこと。